# Assoziiertes Trio

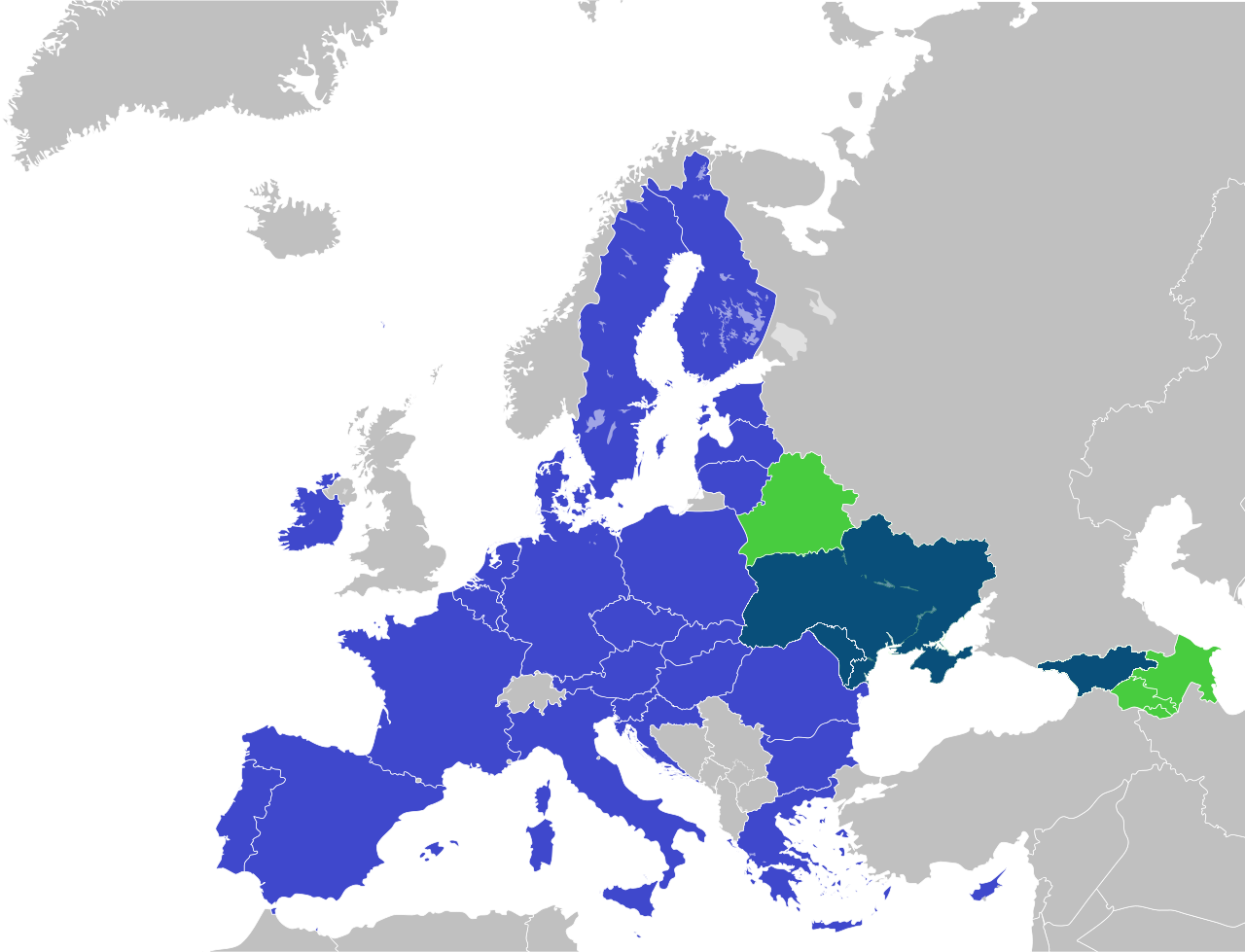
Mitglieder des Assoziierten Trios und der Östlichen Partnerschaft, die nicht Mitglied der Europäischen Union sind
Europäische Union
Mitglieder der Östlichen Partnerschaft, die weder der EU noch dem Assoziierten Trio angehören

Assoziiertes Trio (englisch Association Trio; georgisch ასოცირებული ტრიო asotsirebuli trio; rumänisch Trio Asociat; ukrainisch Асоційоване Тріо Asotsiiovane Trio) ist ein dreigliedriges Format für verstärkte Zusammenarbeit, Koordinierung und Dialog zwischen den Außenministerien Georgiens, Moldaus und der Ukraine, den drei assoziierten EU-Partnern und der Europäischen Union zu Fragen von gemeinsamem Interesse im Zusammenhang mit der europäischen Integration der Staaten, einschließlich Zusammenarbeit im Rahmen der Östlichen Partnerschaft im Hinblick auf den Beitritt zur Europäischen Union.
Die Teilnehmer des Formats vertreten eine klare Position zum Wunsch der drei europäischen Staaten des „Associated Trio“ nach einer Mitgliedschaft in der Europäischen Union und bekräftigen ihr Bekenntnis zu weiteren Fortschritten bei der Umsetzung der Assoziierungsabkommen mit der EU, die jedoch nicht das ultimative Ziel ihrer Beziehungen zur EU. In diesem Zusammenhang erinnern sie daran, dass gemäß Artikel 49 VEU europäische Länder, Georgien, die Republik Moldau und die Ukraine eine europäische Perspektive haben und die Mitgliedschaft in der Europäischen Union beantragen können, sofern alle für eine EU-Mitgliedschaft erforderlichen Kriterien erfüllt sind.
Bei der Koordinierung ihrer Maßnahmen versuchen Georgien, Moldau und die Ukraine, die Möglichkeiten von Assoziierungsabkommen zu erweitern, die sektorale Konvergenz mit der EU zu fördern (Integration in den digitalen Binnenmarkt, Energie- und Zollunion, ENTSO-E und natürlich mit dem Schengen-Raum; Verkehrszusammenarbeit, grüner Kurs, Justiz und Inneres, strategische Kommunikation, Gesundheit, Sicherheit und Verteidigung) und schrittweise Integration in den europäischen Binnenmarkt.

## Geschichte
Ein gemeinsames Memorandum zwischen den Außenministern von Georgien (Dawit Salkaliani), Moldau (Aureliu Ciocoi) und der Ukraine (Dmytro Kuleba) wurde am 17. Mai 2021 in Kiew unterzeichnet.
Der Außenminister der Ukraine, Dmytro Kuleba, erklärte, dass diese Initiative den drei Ländern helfen wird, gemeinsam durch die europäische Integration effektiver voranzukommen: Das Associated Trio ist unsere Botschaft, dass es für unsere drei Partnerländer und auch für Europa keine Alternative zur europäischen Integration gibt, denn sie müssen unsere drei Länder als ernsthaftes Projekt sehen, um Frieden und Wohlstand in Europa zu sichern. Die Ukraine, Georgien und Moldau haben in unseren Beziehungen zur EU einen besonderen Status als assoziierte Partner. Wir alle haben unsere europäische Wahl getroffen, das Assoziierungsabkommen unterzeichnet und möchten natürlich auch in Zukunft Mitglied der EU werden. Heute haben wir uns darauf geeinigt, diesen Status zu formalisieren und gemeinsam den Weg zur europäischen Integration fortzusetzen. In diesem Memorandum demonstrieren wir auch, dass die Ukraine, Georgien und Moldau aktiv auf die europäische Integration hinarbeiten und gemeinsam erfolgreiche Lösungen in diese Richtung anstreben. Angesichts der Tatsache, dass unsere Länder derzeit vor ernsthaften Sicherheitsherausforderungen stehen, haben wir uns darauf verständigt, in unserer gemeinsamen Arbeit die Sicherheitsrichtung zu entwickeln, um die Stabilität in unserer Region zu erhalten.
Das Assoziierte Trio umfasst seiner Meinung nach drei Hauptelemente: die Strukturierung von Konsultationen zur europäischen Integration zwischen den drei Außenministerien, den Dialog mit europäischen Institutionen und EU-Mitgliedern und die Koordination der Positionen der Länder innerhalb der Östlichen Partnerschaft.
Der stellvertretende Premierminister und Außenminister Georgiens Dawit Salkaliani sagte seinerseits, dass die Ukraine, Georgien und Moldau ein gemeinsames Ziel einer zukünftigen EU-Mitgliedschaft haben und die Einheit mit den europäischen Ländern wiederherstellen möchten: Zu unseren Prioritäten gehören der Ausbau des Dialogs des Associated Trios mit der Europäischen Kommission über die Zusammenarbeit bei der digitalen Transformation, der grünen Wirtschaft, dem Verkehrssektor und die maximale Integration in den EU-Markt durch ein tiefgreifendes Assoziierungsabkommen sowie die Vertiefung unserer Zusammenarbeit mit den EU.
 
V. o. Der Premierminister, Minister für auswärtige Angelegenheiten und europäische Integration der Republik Moldau Aureliu Ciocoi sagte, dass die drei Länder mit der Unterzeichnung des Memorandums ihre europäischen Absichten, ihr großes Interesse an den ehrgeizigen Zielen der Östlichen Partnerschaft bekräftigt und bereit sind, einen Beitrag zu leisten.
Am 18. Mai 2021 erklärte der Vertreter des diplomatischen Dienstes der EU, Peter Stano, in Brüssel, dass die Europäische Union das Engagement für die europäische Integration der Ukraine, Georgiens und Moldaus respektiere und teile. Alle unsere Nachbarn sind souverän und unabhängig. Wir respektieren ihre Wahl, die außenpolitischen Prioritäten und strategischen Ziele, einschließlich der Unterzeichnung eines Memorandums zwischen ihnen über die Stärkung der Zusammenarbeit im Bereich der europäischen Integration. Die Europäische Union unterstützt jedes dieser Länder bei ihren Reform- und Transformationsprozessen und investiert viel Zeit, finanzielle und technische Hilfe, um greifbare Vorteile zu erzielen und das Leben ihrer Bürger zu verbessern. Wir konzentrieren uns auf die vollständige Umsetzung unserer jeweiligen Assoziierungsabkommen, um ihre Chancen voll auszuschöpfen.
 

## Mechanismen der Zusammenarbeit
Im Einklang mit den gemeinsamen Interessen ihrer europäischen Integration werden die Teilnehmer zusammenarbeiten, um ihre politische Assoziation und wirtschaftliche Integration mit der EU, wie in den jeweiligen Assoziierungsabkommen vorgesehen, zu verbessern und neue Möglichkeiten innerhalb der Östlichen Partnerschaft zu fördern. Die Teilnehmer sind der Ansicht, dass das erhebliche Potenzial zur Weiterentwicklung der Integration ihrer Staaten in die EU erfordert, dass die Instrumente und Bereiche der Zusammenarbeit den Bedürfnissen und Fähigkeiten des „Assoziiertes Trio“ entsprechen und ihnen mehr Möglichkeiten für einen verstärkten politischen Dialog bieten, da sowie eine stärkere wirtschaftliche und sektorale Integration.
Die Teilnehmer sind zuversichtlich, dass der Prozess ihrer europäischen Integration weiterhin von dem anreizbasierten Ansatz („mehr für mehr“) profitieren wird, der darauf abzielt, progressive Maßstäbe für den Integrationsprozess zu setzen und greifbare Erfolge für ihre Gesellschaften zu erzielen. Der Beitrag der Teilnehmer zur Zusammenarbeit im Rahmen der Östlichen Partnerschaft erfolgt unbeschadet ihrer bilateralen Zusammenarbeit mit der EU im Einklang mit ihren europäischen Bestrebungen. Die Teilnehmer unterstreichen die Bedeutung der EU-Unterstützung für die Souveränität und territoriale Integrität der Partner innerhalb ihrer international anerkannten Grenzen sowie für die Stärkung ihrer Widerstandsfähigkeit und die Bewältigung der Sicherheitsherausforderungen. Die Teilnehmer werden weiterhin daran arbeiten, die Rolle der EU bei der Förderung der friedlichen Konfliktlösung innerhalb einschlägiger Formate und Plattformen zu stärken.
Unter Berücksichtigung der ehrgeizigen und komplexen europäisch orientierten Reformagenda der „Assoziiertes Trio“-Staaten erkennen die Teilnehmer die entscheidende Rolle der EU-Hilfe, insbesondere durch spezielle Finanzierungsinstrumente, entsprechend der Höhe ihrer Verpflichtungen und Ziele und im Einklang mit dem Grundsatz der Konditionalität in Bezug auf den Reformfortschritt.

### Initiativen
Geleitet von dem Ziel der Vertiefung ihres europäischen Integrationsprozesses sowie der Bereitschaft zur strategischen Weiterentwicklung der Östlichen Partnerschaft vereinbarten die Teilnehmer, im Dialog mit den EU-Institutionen und EU-Mitgliedstaaten gemeinsam folgende Ziele zu fördern:
- Expanding the agenda of the dialogues between European Commission and “Assoziiertes Trio”, in addition to the DCFTA-related issues, to new thematic areas for enhanced cooperation, such as transport, energy, digital transformation, green economy, justice and home affairs, strategic communications, healthcare;
- Über den DCFTA-Rahmen hinausblicken und zusätzliche Instrumente ausarbeiten, um die Integration des „Assoziiertes Trio“ in den EU-Binnenmarkt zu erleichtern und zu beschleunigen;
- Verbesserung der Sicherheits- und Verteidigungszusammenarbeit mit der EU mit besonderem Schwerpunkt auf der Abwehr hybrider Bedrohungen, Stärkung der Cyber-Resilienz, Entwicklung von Kooperationsplattformen mit der EU Hybrid Fusion Cell und der EU Cyber Security Agency, Teilnahme an GSVP-Missionen und -Operationen sowie Teilnahme an der Ständigen strukturierten Zusammenarbeit (PESCO);
- Förderung des weiteren Engagements des „Assoziiertes Trio“ in den EU-Rahmenprogrammen und -Agenturen;
- Unterstützung der Mobilisierung robuster EU-Hilfe zur Aufrechterhaltung komplexer Reformen durch das „Assoziiertes Trio“ und Gewährleistung ihres Zugangs zu alternativen Fonds und Ressourcen, die der EU zur Verfügung stehen, auch für die Umsetzung von Projekten von gemeinsamem Interesse;
- Koordinierung der gemeinsamen Bemühungen innerhalb der Östlichen Partnerschaft, basierend auf den europäischen Bestrebungen und den gemeinsamen Bedürfnissen des Assoziationstrios.

### Methoden der Zusammenarbeit
Für die Zwecke dieses Memorandums verpflichten sich die Teilnehmer, ihre Zusammenarbeit durch folgende Maßnahmen zu verstärken:
- Durchführung regelmäßiger und/oder ad-hoc trilateraler Konsultationen zur Überprüfung laufender Entwicklungen oder zur Erörterung spezifischer Fragen im Rahmen ihrer Integration mit der EU sowie der Zusammenarbeit im Rahmen der Östlichen Partnerschaft;
- Einrichtung der Koordinatoren des „Assoziiertes Trio“ in den Außenministerien;
- Abhaltung der Koordinierungssitzungen des „Assoziiertes Trio“ auf Experten-, hochrangiger und gegebenenfalls auf Ministerebene im Vorfeld wichtiger Veranstaltungen der Östlichen Partnerschaft, mit besonderem Schwerpunkt auf hochrangigen Veranstaltungen;
- Durchführung gemeinsamer diplomatischer Demarchen bei den EU-Institutionen und den EU-Mitgliedstaaten zu den gemeinsam vereinbarten Fragen im Zusammenhang mit ihren europäischen Bestrebungen, gemeinsamen Initiativen ihrer europäischen Integration sowie der Zusammenarbeit im Rahmen der Östlichen Partnerschaft;
- Durchführung einer koordinierten öffentlichen Kommunikation über die gemeinsamen Ansätze in Bezug auf die europäischen Bestrebungen des „Association Trio“ und die Zusammenarbeit innerhalb der Östlichen Partnerschaft, einschließlich Fachveranstaltungen und Veröffentlichungen;
- Entwicklung neuer Dialogplattformen mit regionalen Initiativen, an denen die EU-Mitgliedstaaten beteiligt sind, um Unterstützung für die europäischen Bestrebungen des Trios zu mobilisieren;
- Berücksichtigung anderer Formen der Zusammenarbeit im Hinblick auf neue Entwicklungen, Bedürfnisse und strategische Ziele, die sich aus den Fortschritten bei der Integration der Trio-Partner in die EU ergeben.

## Memorandum
Absichtserklärung zwischen dem Außenministerium Georgiens, dem Außenministerium und der Europäischen Integration der Republik Moldau und dem Außenministerium der Ukraine
Zur Etablierung einer verstärkten Zusammenarbeit zur europäischen Integration – das „Assoziiertes Trio“
Die Außenministerien Georgiens, der Republik Moldau und der Ukraine (im Folgenden „Teilnehmer“):
Unter Berücksichtigung der europäischen Wahl, der europäischen Bestrebungen und der europäischen Identität ihrer Nationen,
Die Absichten des anderen begrüßend, eine Mitgliedschaft in der Europäischen Union zu erreichen,
In voller Befolgung der Werte, auf denen die Europäische Union beruht,
Unter Berücksichtigung der engen historischen Beziehungen und der immer enger werdenden Verbindungen zwischen der Europäischen Union, ihren Mitgliedstaaten und ihren Ländern sowie ihres Wunsches, die Beziehungen auf ehrgeizige und innovative Weise zu stärken und auszubauen,
Unterstreichend das souveräne Recht unserer Nationen, ihre eigene Zukunft zu bestimmen,
Nach Herstellung der politischen Assoziation und der wirtschaftlichen Integration mit der EU durch die Assoziierungsabkommen,
In Anerkennung der strategischen Bedeutung der Östlichen Partnerschaft und nach wie vor ihrer Weiterentwicklung verpflichtet,

Bin zu folgendem Verständnis gekommen: …

## Trio + 1
Im Dezember 2019 wurde im Anschluss an die achte Plenarsitzung der Parlamentarischen Versammlung EURO-NEST von allen Mitgliedern eine Resolution verabschiedet, die verschiedene EU-Integrationsziele skizziert, die bis 2030 erreicht werden sollen. Die Resolution unterstreicht die Bedeutung der Östlichen Partnerschaft. Die Resolution prägte den Begriff „Trio + 1“, der für die drei Assoziierungsabkommen mit Georgien, Moldau und der Ukraine sowie das mit Armenien geschlossene CEPA steht. Die Resolution fordert, in den nächsten zehn Jahren weitere Integrationsbemühungen zwischen der EU und der Gruppe „Trio + 1“ zu fördern.

## Perspektive der EU-Mitgliedschaft
Seit Januar 2021 bereiten sich Georgien und die Ukraine darauf vor, offiziell die EU-Mitgliedschaft 2024 zu beantragen, um in den 2030er-Jahren der Europäischen Union beizutreten.
Das Europäische Parlament stellt fest, dass Georgien, Moldau und die Ukraine gemäß Artikel 49 des Vertrags über die Europäische Union wie jeder andere europäische Staat eine europäische Perspektive haben und die EU-Mitgliedschaft beantragen können; bestätigt in einer Entschließung des Europäischen Parlaments in Brüssel, die auf der letzten Sitzung vor der Europawahl 2014 angenommen wurde.
Als Reaktion auf den russischen Überfall auf die Ukraine am 24. Februar 2022 hat die Ukraine am 28. Februar 2022 die Mitgliedschaft in der Europäischen Union (EU) beantragt. Kurz darauf am 3. März 2022 beantragte auch die Republik Moldau die Mitgliedschaft in der Europäischen Union. Am 23. Juni 2022 wurde sowohl der Ukraine als auch der Republik Moldau von der EU der Kandidatenstatus zuerkannt.